# Tatjana Nikolajewna Kotowa

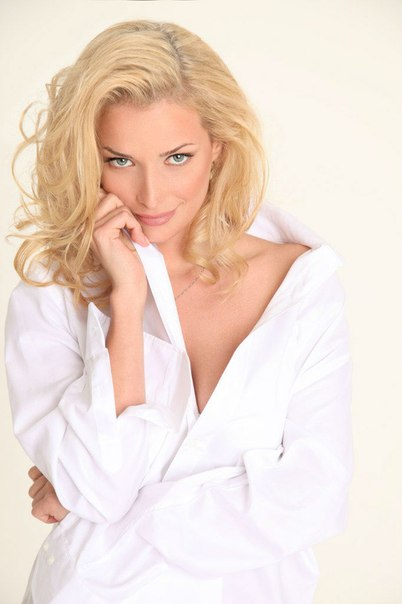
Tatjana Kotowa

Tatjana Nikolajewna Kotowa (russisch Татьяна Николаевна Котова; * 3. September 1985 in Scholochowski, Oblast Rostow, Sowjetunion) ist eine russische Schönheitskönigin und Sängerin.
Im Dezember 2006 wurde sie in Moskau zur Miss Russland gewählt. 2007 vertrat sie Russland bei der Wahl zur Miss Universum und zur Miss World, blieb jedoch erfolglos. Von März 2008 bis März 2010 sang sie in der russisch-ukrainischen Popgruppe Nu Virgos. Danach begann sie eine Solokarriere mit dem Album „On“ (Er). Die CD kam im Oktober 2010 auf den Markt, der Videoclip folgte im Dezember desselben Jahres.